# مات كيلروي
مات كيلروي (بالإنجليزية: Matt Kilroy) هو لاعب كرة قاعدة أمريكي، ولد في 21 يونيو 1866 في فيلادلفيا في الولايات المتحدة، وتوفي بنفس المكان في 2 مارس 1940.

## وصلات خارجية
- مات كيلروي على موقعبيزبول رفرنس.كوم (الدوري الرئيسي) (الإنجليزية)
- مات كيلروي على موقعبيزبول رفرنس.كوم (الدوري الثانوي) (الإنجليزية)
- مات كيلروي على موقع جمعية أبحاث البيسبول الأمريكية (الإنجليزية)